# Jacek Adamczak (filmowiec)
Jacek Adamczak (ur. 1955 w Poznaniu) – polski reżyser, grafik, animator, scenarzysta, autor oprawy plastycznej filmów animowanych i nauczyciel akademicki.

## Praca naukowa
Absolwent w 1990 Wydziału Wychowania Plastycznego Państwowej Wyższej Szkoły Sztuk Plastycznych w Poznaniu. Pracę magisterską pisał z zakresu filmu animowanego, a jej promotorem była dr Jadwiga Dąbrowska-Zydroń. W ramach dyplomu przedstawił Kuplety torreadora do muzyki Georges’a Bizeta. Pozostawał wówczas w stałym kontakcie z Pracownią Filmu Animowanego prowadzoną przez Kazimierza Urbańskiego.
Od 1990 jest pracownikiem naukowym Uniwersytetu Artystycznego w Poznaniu. Jest profesorem sztuk plastycznych i kierownikiem Pracowni Animacji I w Katedrze Animacji na Wydziale Komunikacji Multimedialnej Uniwersytetu Artystycznego w Poznaniu. W latach 2008–2016 pełnił funkcję prorektora Uniwersytetu Artystycznego w Poznaniu (2008–2016).

## Charakterystyka dorobku
Specjalizuje się w różnorodnych technikach animacji rysunkowej, a jego twórczość filmowa skierowana jest głównie do młodego odbiorcy.
Od 1982 realizuje filmy w Telewizyjnym Studiu Filmów Animowanych w Poznaniu, gdzie m.in. zrealizował wielokrotnie nagradzane animacje: „Eine kleine Nachtmusik Rondo Allegro” oraz „O wielkim wstydzie” i „Jak szukaliśmy Lailonii” stanowiące element animowanego cyklu filmowego Czternaście bajek z Królestwa Lailonii Leszka Kołakowskiego, będącego ekranizacją 13 bajek z królestwa Lailonii dla dużych i małych Leszka Kołakowskiego.
Jest jednym z bohaterów książki Jerzego Armaty Anima. Mistrzowie polskiej animacji (wyd. EGoFILM, Warszawa 2025).

## Filmografia

### Film animowany
- 1995 – EINE KLEINE NACHTMUSIK – ROMANZE ANDANTE Z SERENADY G-DUR KV 525 Reżyseria, Scenariusz, Opracowanie plastyczne, Animacja,
- 1995 – EINE KLEINE NACHTMUCIK – SERENADA G-DUR KV 525 Reżyseria, Scenariusz, Opracowanie plastyczne, Animacja,
- 1993 – EINE KLEINE NACHTMUSIK – MENUETT. ALLEGRETTO Z SERENADY G-DUR KV 525 Reżyseria, Scenariusz, Opracowanie plastyczne, Animacja,
- 1993 – EINE KLEINE NACHTMUSIK – ALLEGRO Z SERENADY G-DUR KV 525 Reżyseria, Scenariusz, Opracowanie plastyczne, Animacja,
- 1992 – WSPOMNIENIA Z ALHAMBRY Reżyseria, Scenariusz, Opracowanie plastyczne, Animacja,
- 1992 – MAZUREK E-MOLL OP. 17 NR 2 Animacja (nie występuje w czołówce),
- 1991 – EINE KLEINE NACHTMUSIK. RONDO. ALLEGRO Realizacja,
- 1990 – KUPLETY TORREADORA Z II AKTU OPERY CARMEN Reżyseria, Scenariusz, Opracowanie plastyczne, Animacja, Montaż,
- 1989 – WILKI (Ćwiek Maciej) Animacja,
- 1989 –.!? Reżyseria, Opracowanie plastyczne, Animacja,
- 1988 – CUDA I DZIWY Asystent reżysera, Animacja,
- 1987 – PTASZOR Asystent reżysera, Animacja,
- 1987 – DONOS Animacja,
- 1985 – GALAPAGOS Asystent reżysera, Animacja,
- 1984 – KATAR Współpraca,

### Serial animowany
- 2009 – POZNAŃSKIE KOZIOŁKI w BAŚNIE I BAJKI POLSKIE Dekoracje, Dialogi, Layout, Reżyseria, Scenariusz (ma motywach bajki ludowej), Scenografia,
- 2008 – KRÓL KRUKÓW w BAŚNIE I BAJKI POLSKIE Animacja, Dekoracje, Dialogi, Layout, Reżyseria, Scenariusz (na motywach bajki ludowej „Trębacz ratuszowy i król kruków”), Scenografia,
- 2004 – O KOWALU I DIABLE w BAŚNIE I BAJKI POLSKIE Animacja, Dekoracje, Dialogi, Layout, Opracowanie plastyczne, Reżyseria, Scenariusz,
- 2004 – Smok wawelski w BAŚNIE I BAJKI POLSKIE Layout,
- 2004 – THE STORY OF FLAX, A TALE FROM POLAND, HISTORIA LNU, OPOWIEŚĆ Z POLSKI w ANIMATED TALES OF THE WORLD Animacja, Layout, Scenariusz,
- 2002 – SZKLANA GÓRA (Adamczak Jacek) w BAŚNIE I BAJKI POLSKIE Animacja, Layout, Opracowanie plastyczne, Reżyseria, Scenariusz,
- 2002 – KWIAT PAPROCI w ANIMATED TALES OF THE WORLD Animacja, Kopiowanie i malowanie, Layout, Montaż, Opieka artystyczna, Scenopis,
- 1987 – TAJEMNICZE JAJO (5) w S.O.S. DLA KOSMOSU Animacja,

### Cykl filmowy animowany
- 2011 – JAK SZUKALIŚMY LAILONII w 14 BAJEK Z KRÓLESTWA LAILONII LESZKA KOŁAKOWSKIEGO Reżyseria, Scenografia, Layout, Dekoracje,
- 1998 – O WIELKIM WSTYDZIE w 14 BAJEK Z KRÓLESTWA LAILONII LESZKA KOŁAKOWSKIEGO Animacja, Layout, Montaż, Opracowanie plastyczne, Reżyseria, Rysunki,

## Nagrody filmowe
- 2016 – Platynowe Koziołki przyznawane przez Międzynarodowy Festiwal Filmowy Ale Kino![6]
- 1999 – O WIELKIM WSTYDZIE w 14 BAJEK Z KRÓLESTWA LAILONII LESZKA KOŁAKOWSKIEGO Poznań (FF dla Dzieci) Nagroda Jury Dziecięcego nagroda za reżyserię i opracowanie plastyczne przyznana przez Krajowe Jury Dziecięce oraz za interesującą animację oraz przypomnienie widzom, że „najważniejsze jest niewidoczne dla oczu”, a w szarej rzeczywistości tylko sny okazują się kolorowe przyznana przez Międzynarodowe Jury Dziecięce na XVII Międzynarodowym Festiwalu Filmów dla Dzieci „Ale Kino!”
- 1999 – O WIELKIM WSTYDZIE w 14 BAJEK Z KRÓLESTWA LAILONII LESZKA KOŁAKOWSKIEGO Poznań (FF dla Dzieci) „Srebrne Koziołki” Nagroda dla najlepszego filmu animowanego przyznana przez Jury Konkursu Krajowego XVII Międzynarodowego Festiwalu Filmów dla Dzieci „Ale Kino!”
- 1999 – O WIELKIM WSTYDZIE w 14 BAJEK Z KRÓLESTWA LAILONII LESZKA KOŁAKOWSKIEGO Poznań (FF dla Dzieci) „Poznańskie Koziołki” Nagroda dla autora najlepszego opracowania plastycznego filmu animowanego przyznana przez Jury Konkursu Krajowego na XVII Międzynarodowym Festiwalu Filmów dla Dzieci „Ale Kino!”
- 1998 – O WIELKIM WSTYDZIE w 14 BAJEK Z KRÓLESTWA LAILONII LESZKA KOŁAKOWSKIEGO Kraków (Ogólnopolski Festiwal Autorskich Filmów Animowanych) Srebrna Kreska
- 1996 – EINE KLEINE NACHTMUSIK – ROMANZE ANDANTE Z SERENADY G-DUR KV 525 Poznań (FF dla Dzieci) „Poznańskie Koziołki” dla autora najlepszego opracowania plastycznego w filmie animowanym
- 1994 – EINE KLEINE NACHTMUSIK – ALLEGRO Z SERENADY G-DUR KV 525 Poznań (FF dla Dzieci) Nagroda Jury Dziecięcego
- 1993 – EINE KLEINE NACHTMUSIK – ALLEGRO Z SERENADY G-DUR KV 525 Chicago (MFF dla Dzieci) Nagroda Główna za najlepszy film animowany do 10 minut przyznana przez Jury Dziecięce
- 1992 – EINE KLEINE NACHTMUSIK. RONDO. ALLEGRO Poznań (FF dla Dzieci) Nagroda Specjalna za odkrywczość formy i rozmach
- 1992 – EINE KLEINE NACHTMUSIK. RONDO. ALLEGRO Poznań (FF dla Dzieci) Nagroda Jury Dziecięcego
- 1992 – EINE KLEINE NACHTMUSIK. RONDO. ALLEGRO Nagroda Stowarzyszenia Filmowców Polskich za animację Nagroda Główna za rok 1991
- 1992 – EINE KLEINE NACHTMUSIK. RONDO. ALLEGRO Kair (MFF dla Dzieci) Nagroda Specjalna za scenariusz i plastykę

## Odznaczenia
- 2009 – Srebrny Medal „Zasłużony Kulturze Gloria Artis”[7]
- 2010 – Medal za Długoletnią Służbę[4]